# 塞爾馬 (堪薩斯州)
塞爾馬（英語：Selma）為位在美國堪薩斯州安德森縣的非建制地區。

## 歷史
塞爾馬境內的郵政局於1887年設立，其後在1956年結束營運。